# Acheron Fossae
Acheron Fossae é uma fossa no quadrângulo de Diacria em Marte. Sua localização está centrada a 37.67º; latitude norte e 135.87° longitude oeste.  Sua extensão é de 718 km e seu nome vem de uma formação de albedo a 35°N, 140°W .

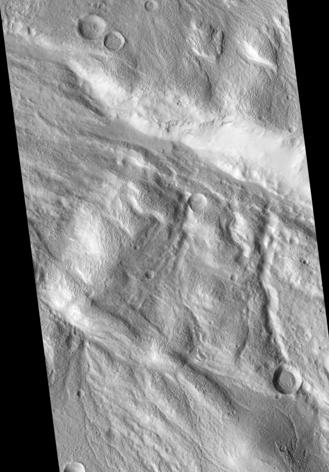
Cratera dissecada em Acheron Fossae, vista pela HiRISE.  Parte do leito erodido é mostrado na imagem.
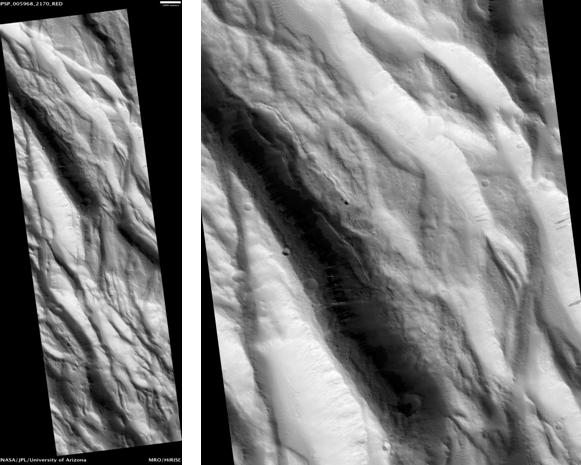
Acheron Fossae, vista pela HiRISE.  A escala da barra é de 1000 metros de extensão. Clique na imagem para visualizar as riscas escuras nos desfiladeiros.
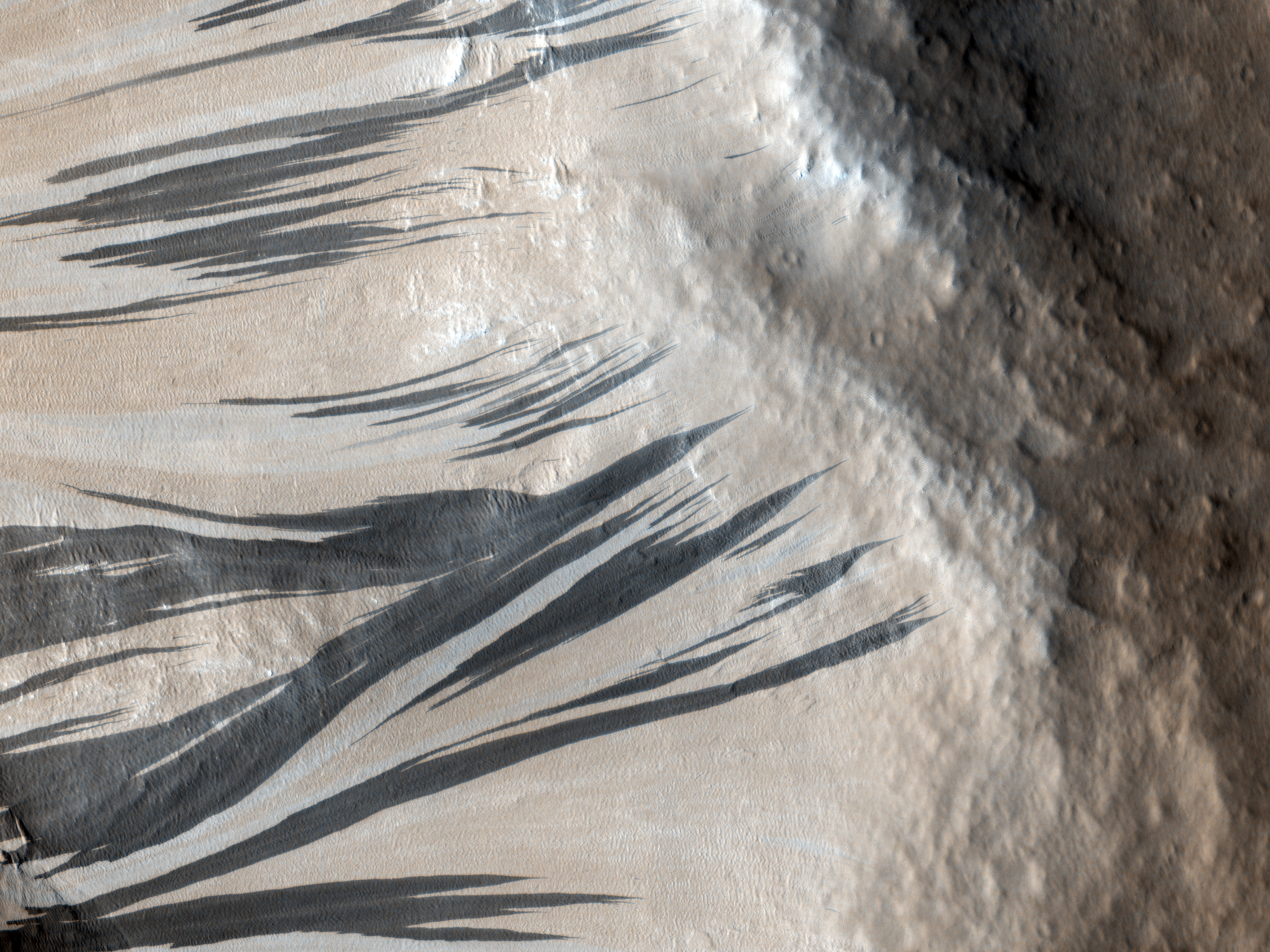
Areias negras parecem ter fluido centenas de metros abaixo nos desfiladeiros de Acheron Fossae.